# Heracles Almelo in het seizoen 2014/15
In het seizoen 2014/2015 komt Heracles Almelo uit in de Nederlandse Eredivisie. Heracles Almelo werd in het vorige seizoen van de Eredivisie veertiende en handhaafde zich daardoor in de competitie. In dit seizoen zal Heracles Almelo ook weer uitkomen in de KNVB Beker.

## Verloop
De eerste vier wedstrijden van de competitie gingen alle vier verloren. Het resultaat leidde dat een dag na de vierde wedstrijd trainer Jan de Jonge werd ontslagen. Na de vijfde wedstrijd werd besloten dat assistent-trainer John Stegeman definitief de nieuwe trainer van Heracles Almelo werd.

## Selectie
| Nr.           | Nat.                                           | Naam                 | Geb. dat.  | Contract    | Vorige club         |         |         |         |         |         |         |
| Keepers       | Keepers                                        | Keepers              | Keepers    | Keepers     | Keepers             | Keepers | Keepers | Keepers | Keepers | Keepers | Keepers |
| ------------- | ---------------------------------------------- | -------------------- | ---------- | ----------- | ------------------- | ------- | ------- | ------- | ------- | ------- | ------- |
| 1             | Vlag van Nederland                             | Dennis Telgenkamp    | 09-05-1987 | 2016        | SC Cambuur          |         |         |         |         |         |         |
| 16            | Vlag van België                                | Bram Castro          | 30-09-1982 | 2016        | MVV Maastricht      |         |         |         |         |         |         |
| 25            | Vlag van Nederland                             | Renze Fij            | 26-09-1992 | 2015        | FC Groningen        |         |         |         |         |         |         |
| 26            | Vlag van Nederland                             | Michael Brouwer      | 21-01-1993 | 2015        | AGOVV Apeldoorn     |         |         |         |         |         |         |
| Verdedigers   |                                                |                      |            |             |                     |         |         |         |         |         |         |
| 2             | Vlag van Nederland                             | Milano Koenders      | 31-07-1986 | 2015        | NAC Breda           |         |         |         |         |         |         |
| 3             | Vlag van Nederland                             | Bart Schenkeveld     | 28-08-1991 | 2015        | SBV Excelsior       |         |         |         |         |         |         |
| 4             | Vlag van Nederland                             | Jeroen Veldmate      | 08-11-1988 | 2015        | Sparta Rotterdam    |         |         |         |         |         |         |
| 5             | Vlag van Nederland                             | Fahd Aktaou          | 13-01-1993 | 2016        | Almere City FC      |         |         |         |         |         |         |
| 18            | Vlag van Nederland                             | Ramon Zomer          | 13-04-1983 | 2015        | SC Heerenveen       |         |         |         |         |         |         |
| 28            | Vlag van Verenigde Staten · Vlag van Nederland | Travis Brent         | 17-02-1992 | 2015        | Marshall University |         |         |         |         |         |         |
| 29            | Vlag van Nederland                             | Coen Gortemaker      | 19-01-1994 | 2016        | Eigen jeugd         |         |         |         |         |         |         |
| 30            | Vlag van Nederland                             | Mark Engberink       | 12-08-1992 | 2015        | FC Twente           |         |         |         |         |         |         |
| 32            | Vlag van Nederland                             | Mike te Wierik       | 08-06-1992 | 2017        | Eigen jeugd         |         |         |         |         |         |         |
| Middenvelders |                                                |                      |            |             |                     |         |         |         |         |         |         |
| 6             | Vlag van Nederland                             | Bas Sibum            | 26-12-1982 | 2016        | Waasland-Beveren    |         |         |         |         |         |         |
| 8             | Vlag van Nederland                             | Iliass Bel Hassani   | 16-9-1992  | 2016        | Sparta Rotterdam    |         |         |         |         |         |         |
| 10            | Vlag van Nederland                             | Thomas Bruns         | 07-01-1992 | 2015        | Eigen jeugd         |         |         |         |         |         |         |
| 14            | Vlag van Nederland                             | Joey Pelupessy       | 15-05-1993 | 2016        | FC Twente           |         |         |         |         |         |         |
| 17            | Vlag van Kroatië                               | Dario Vujičević      | 01-04-1990 | 2015        | VVV-Venlo           |         |         |         |         |         |         |
| 21            | Vlag van Duitsland                             | Simon Cziommer       | 06-11-1980 | 2015        | Vitesse             |         |         |         |         |         |         |
| 23            | Vlag van Nederland                             | Mark-Jan Fledderus   | 14-12-1982 | 2016        | Roda JC             |         |         |         |         |         |         |
| 24            | Vlag van Nederland                             | Menno Heerkes        | 22-07-1993 | 2016        | SC Heerenveen       |         |         |         |         |         |         |
| 31            | Vlag van Nederland                             | Daan Rienstra        | 6-10-1992  | 2015        | ADO '20             |         |         |         |         |         |         |
| 35            | Vlag van Nederland                             | Rick Hemmink         | 14-02-1993 | 2015        | FC Twente           |         |         |         |         |         |         |
| Aanvallers    |                                                |                      |            |             |                     |         |         |         |         |         |         |
| ??            | Vlag van Nederland                             | Edwin Gyasi          | 01-07-1991 | 2015        | FC Twente           |         |         |         |         |         |         |
| 9             | Vlag van Zweden                                | Denni Avdić          | 05-09-1988 | 2015 (huur) | AZ                  |         |         |         |         |         |         |
| 11            | Vlag van Nederland                             | Bryan Linssen        | 08-10-1990 | 2016        | VVV-Venlo           |         |         |         |         |         |         |
| 12            | Vlag van Finland                               | Aleksei Kangaskolkka | 29-10-1988 | 2015        | Jönköpings Södra IF |         |         |         |         |         |         |
| 13            | Vlag van Duitsland                             | Dragan Paljić        | 08-04-1983 | 2015        | Wisła Kraków        |         |         |         |         |         |         |
| 15            | Vlag van Tsjechië                              | Jaroslav Navrátil    | 30-15-1991 | 2015        | MSK Břeclav         |         |         |         |         |         |         |
| 19            | Vlag van Nederland                             | Oussama Tannane      | 23-03-1994 | 2016        | SC Heerenveen       |         |         |         |         |         |         |
| 19            | Vlag van Nederland                             | Wout Weghorst        | 01-07-1991 | 2016        | FC Emmen            |         |         |         |         |         |         |

### Aangetrokken
| Nat. | Naam               | Van              | Type         | Bijzonderheden |
| ---- | ------------------ | ---------------- | ------------ | -------------- |
| NED  | Fahd Aktaou        | SC Heerenveen    | Verdediger   | Gehuurd        |
| NED  | Mark-Jan Fledderus | Roda JC Kerkrade | Middenvelder |                |
| ZWE  | Denni Avdić        | AZ               | Aanvaller    | Gehuurd        |
| BEL  | Bram Castro        | MVV Maastricht   | Doelman      |                |
| NED  | Coen Gortemaker    | Eigen jeugd      | Verdediger   |                |
| NED  | Menno Heerkes      | SC Heerenveen    | Middenvelder |                |
| NED  | Rick Hemmink       | Jong FC Twente   | Middenvelder |                |
| NED  | Joey Pelupessy     | Jong FC Twente   | Middenvelder |                |
| NED  | Mark Engberink     | Jong FC Twente   | Verdediger   |                |
| NED  | Bas Sibum          | Waasland-Beveren | Middenvelder |                |
| NED  | Ramon Zomer        | SC Heerenveen    | Verdediger   |                |
| NED  | Wout Weghorst      | FC Emmen         | Aanvaller    |                |

### Vertrokken
| Nat. | Naam                 | Naar                 | Bijzonderheden               |
| ---- | -------------------- | -------------------- | ---------------------------- |
| GHA  | Matthew Amoah        | n.n.b.               |                              |
| NED  | Joey Belterman       | FC Den Bosch         |                              |
| AUS  | Jason Davidson       | West Bromwich Albion |                              |
| NED  | Leon van Dijk        | HSC'21               |                              |
| NED  | Remko Pasveer        | PSV                  |                              |
| GHA  | Kwame Quansah        | n.n.b.               |                              |
| NED  | Ben Rienstra         | PEC Zwolle           |                              |
| NED  | Mikhail Rosheuvel    | AZ                   | Einde huur                   |
| NED  | Jens Jurn Streutker  | SC Heerenveen        | Einde huur                   |
| NED  | Mark Uth             | SC Heerenveen        | Einde huur                   |
| NED  | Trainer Jan de Jonge | n.n.b.               | Ontslagen (na 4e speelronde) |

## Uitslagen/Programma Eredivisie

### Thuiswedstrijden Heracles Almelo
| Tegenstander    | SR. | Datum     | Uitslag |
| --------------- | --- | --------- | ------- |
| ADO Den Haag    | 13  | 23 nov 14 | 3 - 1   |
| Ajax            | 30  | 11 apr 15 | 0 - 2   |
| AZ              | 1   | 9 aug 14  | 0 - 3   |
| SC Cambuur      | 3   | 22 aug 14 | 0 - 1   |
| FC Dordrecht    | 16  | 12 dec 14 | 1 - 1   |
| Excelsior       | 18  | 18 jan 15 | 0 - 3   |
| Feyenoord       | 23  | 14 feb 15 | 2 - 0   |
| Go Ahead Eagles | 34  | 17 mei 15 | 1 - 0   |
| FC Groningen    | 21  | 05 feb 15 | 2 - 2   |
| SC Heerenveen   | 28  | 21 maa 15 | 1 - 4   |
| NAC Breda       | 8   | 04 okt 14 | 6 - 1   |
| PEC Zwolle      | 31  | 19 apr 15 | 2 - 0   |
| PSV             | 12  | 09 nov 14 | 1 - 2   |
| FC Twente       | 6   | 21 sep 14 | 1 - 4   |
| FC Utrecht      | 24  | 21 feb 15 | 1 - 1   |
| Vitesse         | 26  | 07 maa 15 | 1 - 1   |
| Willem II       | 10  | 25 okt 14 | 1 - 3   |

### Uitwedstrijden Heracles Almelo
| Tegenstander    | SR. | Datum     | Uitslag |
| --------------- | --- | --------- | ------- |
| ADO Den Haag    | 27  | 15 maa 15 | 1 - 3   |
| Ajax            | 5   | 13 sep 14 | 2 - 1   |
| AZ              | 20  | 01 feb 15 | 3 - 1   |
| SC Cambuur      | 25  | 28 feb 15 | 1 - 0   |
| FC Dordrecht    | 29  | 04 apr 15 | 2 - 3   |
| Excelsior       | 4   | 30 aug 14 | 3 - 1   |
| Feyenoord       | 9   | 18 okt 14 | 2 - 1   |
| Go Ahead Eagles | 11  | 31 okt 14 | 1 - 3   |
| FC Groningen    | 2   | 17 aug 14 | 3 - 1   |
| SC Heerenveen   | 14  | 29 nov 14 | 0 - 1   |
| NAC Breda       | 32  | 25 apr 15 | 1 - 3   |
| PEC Zwolle      | 7   | 27 sep 14 | 4 - 2   |
| PSV             | 33  | 10 mei 15 | 2 - 0   |
| FC Twente       | 19  | 23 jan 15 | 2 - 0   |
| FC Utrecht      | 15  | 07 dec 14 | 2 - 4   |
| Vitesse         | 17  | 21 dec 14 | 3 - 0   |
| Willem II       | 22  | 08 feb 15 | 3 - 0   |

## Wedstrijdverslagen

### Vriendschappelijk 2014/15
|                                                                                     |                                                  |        | |  |
| Zaterdag 5 juli 2014, 14.30 uur                                                     | Almelose Selectie                                | 0 - 10 | Heracles Almelo                                                                                                 |  |
| Terrein AVC Heracles, Almelo Vriendschappelijk                                      |                                                  |        | Wout Weghorst 3x Jaroslav Navratil 2x Aleksei Kangaskolkka 2x Menno Heerkes Bryan Linssen Dragan Paljić         |  |
| Bijzonderheden: - Dit was de eerste officiële oefenwedstrijd van het nieuwe seizoen |                                                  |        | |  |
|                                                                                     |                                                  |        | |  |
| Woensdag 9 juli 2014, 18.00 uur                                                     | Heracles Almelo                                  | 2 - 1  | Al Shabab |  |
| Sportcomplex 't Brook, Bornerbroek Vriendschappelijk                                | Oussama Tannane (pen) Bryan Linssen              |        | ... |  |
|                                                                                     |                                                  |        | |  |
|                                                                                     |                                                  |        | |  |
| Zaterdag 12 juli 2014, 15.00 uur                                                    | RKSV De Zweef                                    | 0 - 10 | Heracles Almelo                                                                                                 |  |
| Sportpark Gagelman, Nijverdal Vriendschappelijk                                     |                                                  |        | Wout Weghorst 3x Oussama Tannane 2x Aleksei Kangaskolkka Menno Heerkes Edwin Gyasi Daan Rienstra Simon Cziommer |  |
|                                                                                     |                                                  |        | |  |
|                                                                                     |                                                  |        | |  |
| Vrijdag 18 juli 2014, 16.00 uur                                                     | FC Viktoria Köln 04                              | 1 - 1  | Heracles Almelo                                                                                                 |  |
| Sportzentrum am Helker Berg, Billerbeck Vriendschappelijk                           | Fatih Candan                                     |        | Simon Cziommer                                                                                                  |  |
|                                                                                     |                                                  |        | |  |
|                                                                                     |                                                  |        | |  |
| Woensdag 23 juli 2014, 19.00 uur                                                    | FC Den Bosch                                     | 2 - 0  | Heracles Almelo                                                                                                 |  |
| Stadion De Vliert, 's-Hertogenbosch Vriendschappelijk                               | Edoardo Ceria Joey Belterman                     |        | |  |
|                                                                                     |                                                  |        | |  |
|                                                                                     |                                                  |        | |  |
| Zaterdag 26 juli 2014, 19.00 uur                                                    | Heracles Almelo                                  | 3 - 2  | BV De Graafschap                                                                                                |  |
| Polman Stadion, Almelo Vriendschappelijk                                            | Mike te Wierik Aleksei Kangaskolkka Thomas Bruns |        | Jerry van Ewijk Dean Koolhof                                                                                    |  |
|                                                                                     |                                                  |        | |  |
|                                                                                     |                                                  |        | |  |
| Dinsdag 29 juli 2014, 19.00 uur                                                     | Heracles Almelo                                  | 1 - 2  | Konyaspor |  |
| Sportcomplex De Grote Moat, Tubbergen Vriendschappelijk                             | Mark-Jan Fledderus                               |        | Ramon Zomer (e.d.) Jagoš Vuković                                                                                |  |
|                                                                                     |                                                  |        | |  |
|                                                                                     |                                                  |        | |  |
| Zaterdag 2 augustus 2014, 19.00 uur                                                 | Heracles Almelo                                  | 1 - 1  | Al-Ittihad |  |
| Sportpark De Esch, Saasveld Vriendschappelijk                                       | Thomas Bruns                                     |        | Maykeno |  |
|                                                                                     |                                                  |        | |  |
|                                                                                     |                                                  |        | |  |
| Vrijdag 9 januari 2015                                                              | Heracles Almelo                                  | 0 - 1  | Club Brugge |  |
| San Pedro Stadion, San Pedro de Alcántara Vriendschappelijk                         |                                                  |        | Davy de Fauw |  |
|                                                                                     |                                                  |        | |  |

### Eredivisie 2014/2015

#### Speelronde 1 t/m 9 (augustus, september, oktober)
|                                                                                   | |               | | |
| Speelronde 1 Zaterdag 9 augustus 2014, 20.45 uur                                  | Heracles Almelo | 0 - 3 (0 - 0) | AZ | : Mark-Jan Fledderus |
| Polman Stadion, Almelo toeschouwers: 8.315 Scheidsrechter: Dennis Higler          | Mark-Jan Fledderus 64' |               | '56 Steven Berghuis '63 Guus Hupperts '76 Muamer Tankovic                                                                   | Basisopstelling Heracles Almelo: Telgenkamp, Te Wierik, Schenkeveld, Zomer, Aktaou, Sibum, Bruns, Fledderus, Bel Hassani, Tannane, Linssen Toegepaste wissels Heracles Almelo: '69 Fledderus Gyasi '69 Tannane Weghorst '73 Sibum Cziommer                  |
| Bijzonderheden:                                                                   | |               | | |
|                                                                                   | |               | | |
| Speelronde 2 Zondag 17 augustus 2014, 16.45 uur                                   | FC Groningen | 3 - 1 (2 - 0) | Heracles Almelo | : Mark-Jan Fledderus |
| Euroborg, Groningen toeschouwers: 19.324 Scheidsrechter: Ed Janssen               | Tjaronn Chery 8' Michael de Leeuw 35' Yoëll van Nieff 61' Martijn van der Laan 68'                                                               |               | '57 Iliass Bel Hassani '62 Bart Schenkeveld                                                                                 | Basisopstelling Heracles Almelo: Telgenkamp, Te Wierik, Schenkeveld, Zomer, Aktaou, Sibum, Bel Hassani, Fledderus, Tannane, Avdić, Linssen Toegepaste wissels Heracles Almelo: '46 Sibum Pelupessy '64 Tannane Gyasi                                        |
| Bijzonderheden:                                                                   | |               | | |
|                                                                                   | |               | | |
| Speelronde 3 Vrijdag 22 augustus 2014, 20.00 uur                                  | Heracles Almelo | 0 - 1 (0 - 0) | SC Cambuur | : Mark-Jan Fledderus |
| Polmanstadion, Almelo toeschouwers: 8.203 Scheidsrechter: Tom van Sichem          | Oussama Tannane 27' Fahd Aktaou 34' Mark-Jan Fledderus 49' Oussama Tannane 67'                                                                   |               | '90+2 Michiel Hemmen '22 Lucas Bijker '51 Wout Droste '63 Vytautas Andriuškevičius '71 Mohamed El Makrini '89 Albert Rusnák | Basisopstelling Heracles Almelo: Telgenkamp, Te Wierik, Schenkeveld, Zomer, Aktaou, Pelupessy, Bel Hassani, Fledderus, Tannane, Avdić, Linssen Toegepaste wissels Heracles Almelo: '46 Bel Hassani Cziommer '71 Avdić Bruns '88 Linssen Weghorst            |
| Bijzonderheden:                                                                   | |               | | |
|                                                                                   | |               | | |
| Speelronde 4 Zaterdag 30 augustus 2014, 19.45 uur                                 | Excelsior | 3 - 1 (1 - 1) | Heracles Almelo | : Mark-Jan Fledderus |
| Stadion Woudestein, Rotterdam toeschouwers: 3.149 Scheidsrechter: Jochem Kamphuis | Jeff Stans (pen) 32' Jeff Stans 48' Daryl van Mieghem 56' Jeff Stans 43' Adil Auassar 90'                                                        |               | '10 Denni Avdić '31 Ramon Zomer                                                                                             | Basisopstelling Heracles Almelo: Telgenkamp, Te Wierik, Schenkeveld, Zomer, Aktaou, Cziommer, Pelupessy, Bel Hassani, Fledderus, Avdić, Linssen Toegepaste wissels Heracles Almelo: '39 Zomer Koenders '66 Bel Hassani Bruns '71 Avdić Weghorst             |
| Bijzonderheden:                                                                   | |               | | |
|                                                                                   | |               | | |
| Speelronde 5 Zaterdag 13 september 2014, 18.30 uur                                | Ajax | 2 - 1 (2 - 0) | Heracles Almelo | : Mark-Jan Fledderus |
| Amsterdam ArenA, Amsterdam toeschouwers: 47.408 Scheidsrechter: Richard Liesveld  | Arkadiusz Milik 1' Arkadiusz Milik 45+1' Arkadiusz Milik 73' Lerin Duarte 90+3'                                                                  |               | '86 Wout Weghorst '87 Mike te Wierik                                                                                        | Basisopstelling Heracles Almelo: Telgenkamp, Te Wierik, Schenkeveld, Veldmate, Engberink, Bruns, Pelupessy, Fledderus, Tannane, Weghorst, Linssen Toegepaste wissels Heracles Almelo: '71 Bruns Bel Hassani '74 Tannane Navratil '80 Pelupessy Sibum        |
| Bijzonderheden:                                                                   | |               | | |
|                                                                                   | |               | | |
| Speelronde 6 Zondag 21 september 2014, 12.30 uur                                  | Heracles Almelo | 1 - 4 (1 - 3) | FC Twente | : Mark-Jan Fledderus |
| Polman Stadion, Almelo toeschouwers: 8.422 Scheidsrechter: Serdar Gözübüyük       | Wout Weghorst 16' |               | '24 Luc Castaignos '43 Luc Castaignos '44 Hakim Ziyech '74 Youness Mokhtar                                                  | Basisopstelling Heracles Almelo: Telgenkamp, Te Wierik, Schenkeveld, Veldmate, Engberink, Bruns, Pelupessy, Fledderus, Tannane, Weghorst, Linssen Toegepaste wissels Heracles Almelo: '46 Fledderus Cziommer '53 Schenkeveld Koenders '68 Bruns Bel Hassani |
| Bijzonderheden:                                                                   | |               | | |
|                                                                                   | |               | | |
| Speelronde 7 Zaterdag 27 september 2014, 19.45 uur                                | PEC Zwolle | 4 - 2 (2 - 1) | Heracles Almelo | : Mark-Jan Fledderus |
| IJsseldeltastadion, Zwolle toeschouwers: 12.350 Scheidsrechter: Jeroen Manschot   | Mustafa Saymak 14' Tomáš Necid (pen) 45+4' Stef Nijland 85' Jesper Drost 90+1' Ben Rienstra 27'                                                  |               | '36 Thomas Bruns '71 Oussama Tannane '28 Thomas Bruns '59 Wout Weghorst '80 Mark Engberink '80 Bryan Linssen                | Basisopstelling Heracles Almelo: Telgenkamp, Te Wierik, Schenkeveld, Veldmate, Engberink, Bruns, Pelupessy, Fledderus, Tannane, Weghorst, Linssen Toegepaste wissels Heracles Almelo: '46 Bruns Bel Hassani '77 Schenkeveld Koenders '82 Linssen Sibum      |
| Bijzonderheden:                                                                   | |               | | |
|                                                                                   | |               | | |
| Speelronde 8 Zaterdag 4 oktober 2014, 18.30 uur                                   | Heracles Almelo | 6 - 1 (3 - 0) | NAC Breda | : Mark-Jan Fledderus |
| Polman Stadion, Almelo toeschouwers: 8.176 Scheidsrechter: Ed Janssen             | Jeroen Veldmate (pen) 10' Thomas Bruns 20' Wout Weghorst 40' Joey Pelupessy 64' Iliass Bel Hassani 83' Jaroslav Navrátil 90+1' Wout Weghorst 34' |               | '75 Mats Seuntjens '29 Stipe Perica                                                                                         | Basisopstelling Heracles Almelo: Telgenkamp, Te Wierik, Koenders, Veldmate, Fledderus, Pelupessy, Bruns, Cziommer, Tannane, Weghorst, Linssen Toegepaste wissels Heracles Almelo: '67 Cziommer Bel Hassani '75 Weghorst Navratil '84 Bruns Sibum            |
| Bijzonderheden:                                                                   | |               | | |
|                                                                                   | |               | | |
| Speelronde 9 Zaterdag 18 oktober 2014, 19.45 uur                                  | Feyenoord | 2 - 1 (2 - 0) | Heracles Almelo | : Mark-Jan Fledderus |
| De Kuip, Rotterdam toeschouwers: 44.500 Scheidsrechter: Danny Makkelie            | Elvis Manu 12' Elvis Manu 19' Jordy Clasie 88'                                                                                                   |               | '63 Jeroen Veldmate (pen) '68 Mike te Wierik                                                                                | Basisopstelling Heracles Almelo: Telgenkamp, Te Wierik, Koenders, Veldmate, Fledderus, Pelupessy, Bruns, Cziommer, Tannane, Weghorst, Linssen Toegepaste wissels Heracles Almelo: '28 Cziommer Bel Hassani '84 Tannane Gyasi '90 Te Wierik Schenkeveld      |
| Bijzonderheden:                                                                   | |               | | |

#### Speelronde 10 t/m 17 (oktober, november, december)
|                                                                                      |                                                                                 |               | | |
| Speelronde 10 Zaterdag 25 oktober 2014, 19.45 uur                                    | Heracles Almelo                                                                 | 1 - 3 (0 - 1) | Willem II | : Mark-Jan Fledderus |
| Polman Stadion, Almelo toeschouwers: 8.500 Scheidsrechter: Edwin van de Graaf        | Oussama Tannane 77' Thomas Bruns 58' Bryan Linssen 90+1'                        |               | '63 Stijn Wuytens '57 Samuel Armenteros Thomas Bruns 58'                                                                                       | Basisopstelling Heracles Almelo: Telgenkamp, Te Wierik, Koenders, Veldmate, Fledderus, Pelupessy, Bruns, Cziommer, Tannane, Weghorst, Linssen Toegepaste wissels Heracles Almelo: '63 Cziommer Bel Hassani '69 Pelupessy Avdić '80 Bruns Paljić       |
| Bijzonderheden:                                                                      |                                                                                 |               | | |
|                                                                                      |                                                                                 |               | | |
| Speelronde 11 Vrijdag 31 oktober 2014, 20.00 uur                                     | Go Ahead Eagles                                                                 | 0 - 3 (1 - 0) | Heracles Almelo | : Mark-Jan Fledderus |
| De Adelaarshorst, Deventer toeschouwers: 7.978 Scheidsrechter: Bas Nijhuis           | Marnix Kolder 8' Deniz Türüç 21' Sander Duits 60' Sven Nieuwpoort 90+1'         |               | '47 Bryan Linssen '67 Bryan Linssen '90+3 Bryan Linssen Joey Pelupessy 15'                                                                     | Basisopstelling Heracles Almelo: Telgenkamp, Pelupessy, Te Wierik, Veldmate, Aktaou, Cziommer, Bel Hassani, Fledderus, Bruns, Weghorst, Tannane Toegepaste wissels Heracles Almelo: '39 Fledderus Linssen '46 Pelupessy Koenders '85 Cziommer Sibum   |
| Bijzonderheden:                                                                      |                                                                                 |               | | |
|                                                                                      |                                                                                 |               | | |
| Speelronde 12 Zondag 9 november 2014, 16.45 uur                                      | Heracles Almelo                                                                 | 1 - 2 (1 - 1) | PSV | : Simon Cziommer |
| Polman Stadion, Almelo toeschouwers: 8.437 Scheidsrechter: Richard Liesveld          | Bryan Linssen 29' Jeroen Veldmate 34' Dennis Telgenkamp 90+2'                   |               | '45 Luuk de Jong '90+2 Karim Rekik | Basisopstelling Heracles Almelo: Telgenkamp, Koenders, Te Wierik, Veldmate, Aktaou, Cziommer, Bel Hassani, Bruns, Linssen, Weghorst, Tannane Toegepaste wissels Heracles Almelo: '73 Cziommer Pelupessy '77 Weghorst Avdić '88 Bruns Sibum            |
| Bijzonderheden:                                                                      |                                                                                 |               | | |
|                                                                                      |                                                                                 |               | | |
| Speelronde 13 Zondag 23 november 2014, 14.30 uur                                     | Heracles Almelo                                                                 | 3 - 1 (3 - 1) | ADO Den Haag | : Simon Cziommer |
| Polman Stadion, Almelo toeschouwers: 8.239 Scheidsrechter: Dennis Higler             | Oussama Tannane 32' Thomas Bruns 43' Oussama Tannane 45' Thomas Bruns 13'       |               | '9 Mathias Gehrt '84 Dion Malone | Basisopstelling Heracles Almelo: Telgenkamp, Koenders, Te Wierik, Veldmate, Aktaou, Cziommer, Bel Hassani, Bruns, Linssen, Weghorst, Tannane Toegepaste wissels Heracles Almelo: '35 Aktaou Fledderus '66 Cziommer Pelupessy '85 Bel Hassani Navratil |
| Bijzonderheden:                                                                      |                                                                                 |               | | |
|                                                                                      |                                                                                 |               | | |
| Speelronde 14 Zaterdag 29 november 2014, 18.30 uur                                   | SC Heerenveen                                                                   | 0 - 1 (0 - 0) | Heracles Almelo | : Simon Cziommer |
| Abe Lenstra Stadion, Heerenveen toeschouwers: 23.900 Scheidsrechter: Jeroen Sanders  | Stefano Marzo 61'                                                               |               | '47 Wout Weghorst '62 Bryan Linssen '64 Mike te Wierik                                                                                         | Basisopstelling Heracles Almelo: Telgenkamp, Koenders, Te Wierik, Veldmate, Aktaou, Cziommer, Bel Hassani, Bruns, Linssen, Weghorst, Tannane Toegepaste wissels Heracles Almelo: '46 Cziommer Fledderus '79 Weghorst Avdić '84 Bruns Pelupessy        |
| Bijzonderheden:                                                                      |                                                                                 |               | | |
|                                                                                      |                                                                                 |               | | |
| Speelronde 15 Zondag 7 december 2014, 14.30 uur                                      | FC Utrecht                                                                      | 2 - 4 (1 - 1) | Heracles Almelo | : Mark-Jan Fledderus |
| De Galgenwaard, Utrecht toeschouwers: 15.006 Scheidsrechter: Tom van Sichem          | Kristoffer Peterson 23' Gévero Markiet 90+1' Ramon Leeuwin 13' Ruud Boymans 28' |               | '8 Thomas Bruns '49 Mark-Jan Fledderus '74 Wout Weghorst '90+2 Iliass Bel Hassani '25 Wout Weghorst '33 Oussama Tannane '72 Iliass Bel Hassani | Basisopstelling Heracles Almelo: Telgenkamp, Koenders, Te Wierik, Veldmate, Aktaou, Bel Hassani, Fledderus, Bruns, Linssen, Weghorst, Tannane Toegepaste wissels Heracles Almelo: '46 Linssen Pelupessy '87 Weghorst Avdić                            |
| Bijzonderheden: - Yassin Ayoub van FC Utrecht miste in de 27e minuut een strafschop. |                                                                                 |               | | |
|                                                                                      |                                                                                 |               | | |
| Speelronde 16 Vrijdag 12 december 2014, 20.00 uur                                    | Heracles Almelo                                                                 | 1 - 1 (0 - 1) | FC Dordrecht | : Mark-Jan Fledderus |
| Polman Stadion, Almelo toeschouwers: 8.300 Scheidsrechter: Björn Kuipers             | Oussama Tannane (pen) 72'                                                       |               | '3 Ryan Koolwijk '61 Marvin Peersman | Basisopstelling Heracles Almelo: Telgenkamp, Koenders, Te Wierik, Zomer, Bruns, Pelupessy, Bel Hassani, Fledderus, Linssen, Weghorst, Tannane Toegepaste wissels Heracles Almelo: '40 Fledderus Aktaou '46 Linssen Avdić                              |
| Bijzonderheden:                                                                      |                                                                                 |               | | |
|                                                                                      |                                                                                 |               | | |
| Speelronde 17 Zondag 21 december 2014, 12.30 uur                                     | Vitesse                                                                         | 3 - 0 (3 - 0) | Heracles Almelo | : Mark-Jan Fledderus |
| GelreDome, Arnhem toeschouwers: 15.432 Scheidsrechter: Ed Janssen                    | Bertrand Traoré 25' Zakaria Labyad 32' Bertrand Traoré 43' Bertrand Traoré 22'  |               | '27 Jeroen Veldmate | Basisopstelling Heracles Almelo: Telgenkamp, Koenders, Te Wierik, Veldmate, Aktaou, Bruns, Fledderus, Linssen, Bel Hassani, Weghorst, Tannane Toegepaste wissels Heracles Almelo: '86 Bel Hassani Pelupessy                                           |
| Bijzonderheden:                                                                      |                                                                                 |               | | |

#### Speelronde 18 t/m 26 (januari, februari, maart)
|                                                                                   | |               | | |
| Speelronde 18 Zondag 18 januari 2015, 16.45 uur                                   | Heracles Almelo                                                                                                | 0 - 3 (0 - 1) | Excelsior                                                                                            | : Mark-Jan Fledderus |
| Polmanstadion, Almelo toeschouwers: 8.350 Scheidsrechter: Jochem Kamphuis         | Wout Weghorst 86'                                                                                              |               | '14 Tom van Weert '70 Daryl van Mieghem '84 Carlo de Reuver '39 Daryl van Mieghem '86 Sander Fischer | Basisopstelling Heracles Almelo: Telgenkamp, Koenders, Te Wierik, Veldmate, Aktaou, Bruns, Bel Hassani, Fledderus, Linssen, Weghorst, Tannane Toegepaste wissels Heracles Almelo: '61 Aktaou Cziommer '74 Bruns Avdić '76 Veldmate Schenkeveld     |
| Bijzonderheden:                                                                   | |               | | |
|                                                                                   | |               | | |
| Speelronde 19 Vrijdag 23 januari 2015, 20.00 uur                                  | FC Twente | 2 - 0 (0 - 0) | Heracles Almelo                                                                                      | : Mark-Jan Fledderus |
| De Grolsch Veste, Enschede toeschouwers: 28.800 Scheidsrechter: Tom van Sichem    | Jesús Corona 62' Bilal Ould-Chikh 88'                                                                          |               | | Basisopstelling Heracles Almelo: Telgenkamp, Te Wierik, Schenkeveld, Zomer, Aktaou, Bruns, Linssen, Fledderus, Tannane, Avdić, Bel Hassani Toegepaste wissels Heracles Almelo: '73 Zomer Sibum '78 Bruns Cziommer '79 Avdić Navratil               |
| Bijzonderheden:                                                                   | |               | | |
|                                                                                   | |               | | |
| Speelronde 20 Zondag 1 februari 2015, 16.45 uur                                   | AZ | 3 - 1 (1 - 0) | Heracles Almelo                                                                                      | : Mark-Jan Fledderus |
| AFAS Stadion, Alkmaar toeschouwers: 14.512 Scheidsrechter: Björn Kuipers          | Aron Jóhannsson 9' Steven Berghuis 54' Markus Henriksen 88' Guus Hupperts 26' Ridgeciano Haps 46'              |               | '81 Brahim Darri '39 Fahd Aktaou '44 Bryan Linssen '75 Bart Schenkeveld                              | Basisopstelling Heracles Almelo: Telgenkamp, Breukers, Schenkeveld, Veldmate, Aktaou, Bruns, Linssen, Fledderus, Tannane, Avdić, Bel Hassani Toegepaste wissels Heracles Almelo: '57 Bruns Cziommer '65 Tannane Darri '75 Linssen Weghorst         |
| Bijzonderheden:                                                                   | |               | | |
|                                                                                   | |               | | |
| Speelronde 21 Donderdag 5 februari 2015, 18.30 uur                                | Heracles Almelo                                                                                                | 2 - 2 (1 - 0) | FC Groningen                                                                                         | : Mark-Jan Fledderus |
| Polmanstadion, Almelo toeschouwers: 8.115 Scheidsrechter: Jeroen Sanders          | Brahim Darri 38' Wout Weghorst 75' Thomas Bruns 89'                                                            |               | '66 Michael de Leeuw '88 Tjaronn Chery                                                               | Basisopstelling Heracles Almelo: Telgenkamp, Breukers, Schenkeveld, Veldmate, Aktaou, Bruns, Cziommer, Fledderus, Darri, Weghorst, Linssen Toegepaste wissels Heracles Almelo: '74 Cziommer Vujicevic '90+5 Darri Navratil                         |
| Bijzonderheden:                                                                   | |               | | |
|                                                                                   | |               | | |
| Speelronde 22 Zondag 8 februari 2015, 14.30 uur                                   | Willem II | 3 - 0 (2 - 0) | Heracles Almelo                                                                                      | : Mark-Jan Fledderus |
| Koning Willem II-stadion, Tilburg toeschouwers: 14.500 Scheidsrechter: Ed Janssen | Samuel Armenteros 16' Robbie Haemhouts 38' Jeroen Veldmate (e.d.) 83' Mitchell Dijks 53' Samuel Armenteros 89' |               | '19 Simon Cziommer '64 Dario Vujičević '86 Fahd Aktaou                                               | Basisopstelling Heracles Almelo: Telgenkamp, Breukers, Schenkeveld, Veldmate, Aktaou, Bruns, Cziommer, Fledderus, Darri, Weghorst, Linssen Toegepaste wissels Heracles Almelo: '46 Bruns Vujicevic '46 Cziommer Avdić '76 Linssen Navratil         |
| Bijzonderheden:                                                                   | |               | | |
|                                                                                   | |               | | |
| Speelronde 23 Zaterdag 14 februari 2015, 18.30 uur                                | Heracles Almelo                                                                                                | 2 - 0 (1 - 0) | Feyenoord                                                                                            | : Mark-Jan Fledderus |
| Polmanstadion, Almelo toeschouwers: 8.312 Scheidsrechter: Pol van Boekel          | Bryan Linssen 45+2' Thomas Bruns 85' Thomas Bruns 36'                                                          |               | '71 Karim El Ahmadi                                                                                  | Basisopstelling Heracles Almelo: Castro, Breukers, Schenkeveld, Veldmate, Aktaou, Bruns, Fledderus, Vujicevic, Darri, Weghorst, Linssen Toegepaste wissels Heracles Almelo: '71 Bruns Bel Hassani '89 Vujicevic Cziommer '90+1 Linssen Navratil    |
| Bijzonderheden:                                                                   | |               | | |
|                                                                                   | |               | | |
| Speelronde 24 Zaterdag 21 februari 2015, 20.45 uur                                | Heracles Almelo                                                                                                | 1 - 1 (0 - 0) | FC Utrecht                                                                                           | : Mark-Jan Fledderus |
| Polmanstadion, Almelo toeschouwers: 8.197 Scheidsrechter: Jochem Kamphuis         | Denni Avdić 76' Jeroen Veldmate 58' Jeroen Veldmate 83'                                                        |               | '80 Sébastien Haller '34 Yassin Ayoub                                                                | Basisopstelling Heracles Almelo: Castro, Breukers, Schenkeveld, Veldmate, Aktaou, Bel Hassani, Fledderus, Vujicevic, Darri, Weghorst, Linssen Toegepaste wissels Heracles Almelo: '65 Bel Hassani Cziommer '71 Weghorst Avdić '90+1 Darri Navratil |
| Bijzonderheden:                                                                   | |               | | |
|                                                                                   | |               | | |
| Speelronde 25 Zaterdag 28 februari 2015, 20.45 uur                                | SC Cambuur | 1 - 0 (1 - 0) | Heracles Almelo                                                                                      | : Mark-Jan Fledderus |
| Cambuurstadion, Leeuwarden toeschouwers: 9.520 Scheidsrechter: Dennis Higler      | Sander van de Streek 19' Vytautas Andriuškevičius 74' Martijn Barto 90+2'                                      |               | '27 Thomas Bruns                                                                                     | Basisopstelling Heracles Almelo: Castro, Breukers, Schenkeveld, Zomer, Aktaou, Bruns, Fledderus, Vujicevic, Linssen, Avdić, Darri Toegepaste wissels Heracles Almelo: '46 Fledderus Cziommer '46 Darri Bel Hassani '59 Linssen Navratil            |
| Bijzonderheden:                                                                   | |               | | |
|                                                                                   | |               | | |
| Speelronde 26 Zaterdag 7 maart 2015, 19.45 uur                                    | Heracles Almelo                                                                                                | 1 - 1 (0 - 1) | Vitesse                                                                                              | : Mark-Jan Fledderus |
| Polmanstadion, Almelo toeschouwers: 8.231 Scheidsrechter: Björn Kuipers           | Denni Avdić 90+4' Bryan Linssen 52' Wout Weghorst 57' Simon Cziommer 65' Brahim Darri 90'                      |               | '21 Bertrand Traoré '90 Renato Ibarra                                                                | Basisopstelling Heracles Almelo: Castro, Breukers, Schenkeveld, Veldmate, Aktaou, Bruns, Fledderus, Vujicevic, Linssen, Weghorst, Darri Toegepaste wissels Heracles Almelo: '45 Schenkeveld Zomer '46 Aktaou Cziommer '82 Veldmate Avdić           |
| Bijzonderheden:                                                                   | |               | | |

#### Speelronde 27 t/m 34 (maart, april, mei)
|                                                                                           |                                                                            |               | | |
| Speelronde 27 Zondag 15 maart 2015, 14.30 uur                                             | ADO Den Haag                                                               | 1 - 3 (1 - 1) | Heracles Almelo                                                                                                   | : Mark-Jan Fledderus |
| Kyocera Stadion, Den Haag toeschouwers: 10.964 Scheidsrechter: Danny Makkelie             | Mike van Duinen 42' Roland Alberg 47' Michiel Kramer 61' Vito Wormgoor 79' |               | '4 Wout Weghorst '55 Denni Avdić '67 Iliass Bel Hassani '40 Jeroen Veldmate '42 Simon Cziommer                    | Basisopstelling Heracles Almelo: Castro, Breukers, Zomer, Veldmate, Fledderus, Vujicevic, Avdić, Cziommer, Bruns, Weghorst, Darri Toegepaste wissels Heracles Almelo: '66 Avdić Bel Hassani '83 Fledderus Aktaou '87 Darri Navratil       |
| Bijzonderheden:                                                                           |                                                                            |               | | |
|                                                                                           |                                                                            |               | | |
| Speelronde 28 Zaterdag 21 maart 2015, 19.45 uur                                           | Heracles Almelo                                                            | 1 - 4 (1 - 1) | SC Heerenveen | : Mark-Jan Fledderus |
| Polman Stadion, Almelo toeschouwers: 8.359 Scheidsrechter: Siemen Mulder                  | Thomas Bruns 15'                                                           |               | '4 Luciano Slagveer '57 Sam Larsson '75 Luciano Slagveer '82 Mark Uth                                             | Basisopstelling Heracles Almelo: Castro, Breukers, Koenders, Zomer, Fledderus, Vujicevic, Avdić, Cziommer, Bruns, Weghorst, Darri Toegepaste wissels Heracles Almelo: '46 Darri Linssen '63 Bruns Bel Hassani '80 Cziommer Navratil       |
| Bijzonderheden:                                                                           |                                                                            |               | | |
|                                                                                           |                                                                            |               | | |
| Speelronde 29 Zaterdag 4 april 2015, 20.45 uur                                            | FC Dordrecht                                                               | 2 - 3 (2 - 1) | Heracles Almelo                                                                                                   | : Mark-Jan Fledderus |
| Riwal Hoogwerkers Stadion, Dordrecht toeschouwers: 3.927 Scheidsrechter: Serdar Gözübüyük | Everon Pisas 18' Joris van Overeem 23' Ilias Haddad 74'                    |               | '8 Bryan Linssen '71 Wout Weghorst '86 Bryan Linssen '61 Ramon Zomer                                              | Basisopstelling Heracles Almelo: Castro, Breukers, Veldmate, Zomer, Fledderus, Vujicevic, Avdić, Cziommer, Linssen, Weghorst, Darri Toegepaste wissels Heracles Almelo: '46 Cziommer Bruns '64 Veldmate Bel Hassani                       |
| Bijzonderheden:                                                                           |                                                                            |               | | |
|                                                                                           |                                                                            |               | | |
| Speelronde 30 Zaterdag 11 april 2015, 20.45 uur                                           | Heracles Almelo                                                            | 0 - 2 (0 - 1) | Ajax | : Mark-Jan Fledderus |
| Polman Stadion, Almelo toeschouwers: 8.431 Scheidsrechter: Kevin Blom                     |                                                                            |               | '45+2 Kolbeinn Sigthórsson '86 Lucas Andersen                                                                     | Basisopstelling Heracles Almelo: Castro, Breukers, Te Wierik, Fledderus, Vujicevic, Avdić, Cziommer, Bruns, Linssen, Weghorst, Darri Toegepaste wissels Heracles Almelo: '60 Avdić Bel Hassani '71 Cziommer Pelupessy '83 Darri Navratil  |
| Bijzonderheden:                                                                           |                                                                            |               | | |
|                                                                                           |                                                                            |               | | |
| Speelronde 31 Zondag 19 april 2015, 14.30 uur                                             | Heracles Almelo                                                            | 2 - 0 (1 - 0) | PEC Zwolle | : Mark-Jan Fledderus |
| Polman Stadion, Almelo toeschouwers: 8.361 Scheidsrechter: Pol van Boekel                 | Thomas Bruns 14' Bryan Linssen 47'                                         |               | '32 Tomáš Necid '52 Trent Sainsbury                                                                               | Basisopstelling Heracles Almelo: Castro, Breukers, Te Wierik, Zomer, Fledderus, Vujicevic, Avdić, Bruns, Linssen, Weghorst, Darri Toegepaste wissels Heracles Almelo: '62 Darri Bel Hassani '73 Bruns Cziommer '90+2 Avdić Navratil       |
| Bijzonderheden:                                                                           |                                                                            |               | | |
|                                                                                           |                                                                            |               | | |
| Speelronde 32 Zaterdag 25 april 2015, 19.45 uur                                           | NAC Breda                                                                  | 1 - 3 (1 - 2) | Heracles Almelo                                                                                                   | : Mark-Jan Fledderus |
| Rat Verlegh Stadion, Breda toeschouwers: 19.000 Scheidsrechter: Danny Makkelie            | Mats Seuntjens 38' Joeri de Kamps 25' Demy de Zeeuw 44'                    |               | '16 Bryan Linssen '25 Ramon Zomer '71 Jaroslav Navratil '19 Thomas Bruns '47 Iliass Bel Hassani '54 Bryan Linssen | Basisopstelling Heracles Almelo: Castro, Breukers, Te Wierik, Zomer, Fledderus, Vujicevic, Avdić, Bruns, Linssen, Weghorst, Darri Toegepaste wissels Heracles Almelo: '37 Bruns Bel Hassani '67 Darri Navratil                            |
| Bijzonderheden:                                                                           |                                                                            |               | | |
|                                                                                           |                                                                            |               | | |
| Speelronde 33 Zondag 10 mei 2015, 14.30 uur                                               | PSV                                                                        | 2 - 0 (1 - 0) | Heracles Almelo                                                                                                   | : Mark-Jan Fledderus |
| Philips Stadion, Eindhoven toeschouwers: 33.300 Scheidsrechter: Ed Janssen                | Memphis Depay 32' Jetro Willems 64'                                        |               | '33 Wout Weghorst '82 Tim Breukers                                                                                | Basisopstelling Heracles Almelo: Castro, Breukers, Te Wierik, Zomer, Fledderus, Vujicevic, Avdić, Bruns, Linssen, Weghorst, Darri Toegepaste wissels Heracles Almelo: '58 Navratil Bel Hassani '71 Bruns Bel Hassani '87 Avdić Rienstra   |
| Bijzonderheden:                                                                           |                                                                            |               | | |
|                                                                                           |                                                                            |               | | |
| Speelronde 34 Zondag 17 mei 2015, 14.30 uur                                               | Heracles Almelo                                                            | 1 - 0 (0 - 0) | Go Ahead Eagles                                                                                                   | : Mark-Jan Fledderus |
| Polman Stadion, Almelo toeschouwers: 8.233 Scheidsrechter: Dennis Higler                  | Bryan Linssen 32'                                                          |               | | Basisopstelling Heracles Almelo: Castro, Breukers, Te Wierik, Zomer, Fledderus, Vujicevic, Bruns, Bel Hassani, Linssen, Weghorst, Navratil Toegepaste wissels Heracles Almelo: '63 Bruns Cziommer '72 Zomer Schenkeveld '81 Linssen Darri |
| Bijzonderheden:                                                                           |                                                                            |               | | |

### KNVB Beker
|                                                                                            | |               |                                                                                      | |
| 2e ronde Woensdag 24 september 2014, 17.00 uur                                             | HBS-Craeyenhout (Topklasse)                                                                                           | 1 - 2 (0 - 1) | Heracles Almelo                                                                      | : Mark-Jan Fledderus |
| Sportpark Daal en Bergselaan, Den Haag toeschouwers: ... Scheidsrechter: Kevin Blom        | Mike de Geer (pen) 79'                                                                                                |               | '11 Bryan Linssen '69 Wout Weghorst '60 Milano Koenders                              | Basisopstelling Heracles Almelo: Telgenkamp, Te Wierik, Koenders, Veldmate, Engberink, Pelupessy, Fledderus, Bel Hassani, Tannane, Weghorst, Linssen Toegepaste wissels Heracles Almelo: '46 Pelupessy Sibum '71 Weghorst Navratil '84 Linssen Paljić |
| Bijzonderheden:                                                                            | |               |                                                                                      | |
|                                                                                            | |               |                                                                                      | |
| 3e ronde Dinsdag 28 oktober 2014, 20.00 uur                                                | Heracles Almelo | 6 - 2 (3 - 2) | FC Emmen                                                                             | : Mark-Jan Fledderus |
| Polman Stadion, Almelo toeschouwers: 4.500 Scheidsrechter: Siemen Mulder                   | Oussama Tannane 17' Oussama Tannane 28' Oussama Tannane 36' Bryan Linssen 64' Oussama Tannane 66' Oussama Tannane 78' |               | '35 Tim Siekman '40 Alexander Bannink                                                | Basisopstelling Heracles Almelo: Telgenkamp, Te Wierik, Veldmate, Aktaou, Pelupessy, Bruns, Cziommer, Fledderus, Bel Hassani, Tannane, Avdić Toegepaste wissels Heracles Almelo: '62 Bruns Linssen '67 Avdić Weghorst '76 Cziommer Sibum              |
| Bijzonderheden: - Jeroen Veldmate (Heracles Almelo) miste in de 76e minuut een strafschop. | |               |                                                                                      | |
|                                                                                            | |               |                                                                                      | |
| 1/8 finales Dinsdag 16 december 2014, 20.45 uur                                            | Heracles Almelo | 0 - 3 (0 - 1) | SC Cambuur *                                                                         | : Mark-Jan Fledderus |
| Polman Stadion, Almelo toeschouwers: 3.216 Scheidsrechter: Eric Braamhaar                  | |               | '14 Mohamed El Makrini '52 Mohamed El Makrini '61 Calvin Mac Intosh '23 Lucas Bijker | Basisopstelling Heracles Almelo: Telgenkamp, Koenders, Te Wierik, Veldmate, Aktaou, Fledderus, Bruns, Bel Hassani, Tannane, Avdić, Linssen Toegepaste wissels Heracles Almelo: '55 Koenders Weghorst '64 Linssen Navratil                             |
| Bijzonderheden: - Heracles Almelo is hiermee uitgeschakeld uit het toernooi.               | |               |                                                                                      | |

## Statistieken (eindstand)
| Speler             | Wed E | Aantal doelpunten Eredivisie | Aantal gele kaarten Eredivisie | Aantal 2× geel Eredivisie | Aantal rode kaarten Eredivisie | Wed B | Aantal doelpunten Beker | Aantal gele kaarten Beker | Aantal 2× geel Beker | Aantal rode kaarten Beker | Wed T | Aantal doelpunten Totaal | Aantal gele kaarten Totaal | Aantal 2× geel Totaal | Aantal rode kaarten Totaal |
| ------------------ | ----- | ---------------------------- | ------------------------------ | ------------------------- | ------------------------------ | ----- | ----------------------- | ------------------------- | -------------------- | ------------------------- | ----- | ------------------------ | -------------------------- | --------------------- | -------------------------- |
| Fahd Aktaou        | 21    | 0                            | 3                              | 0                         | 0                              | 2     | 0                       | 0                         | 0                    | 0                         | 23    | 0                        | 3                          | 0                     | 0                          |
| Denni Avdić        | 22    | 4                            | 0                              | 0                         | 0                              | 2     | 0                       | 0                         | 0                    | 0                         | 24    | 4                        | 0                          | 0                     | 0                          |
| Tim Breukers       | 15    | 0                            | 1                              | 0                         | 0                              | 0     | 0                       | 0                         | 0                    | 0                         | 15    | 0                        | 1                          | 0                     | 0                          |
| Thomas Bruns       | 33    | 7                            | 7                              | 0                         | 0                              | 2     | 0                       | 0                         | 0                    | 0                         | 35    | 7                        | 7                          | 0                     | 0                          |
| Bram Castro        | 12    | 0                            | 0                              | 0                         | 0                              | 0     | 0                       | 0                         | 0                    | 0                         | 12    | 0                        | 0                          | 0                     | 0                          |
| Simon Cziommer     | 26    | 0                            | 3                              | 0                         | 0                              | 1     | 0                       | 0                         | 0                    | 0                         | 27    | 0                        | 3                          | 0                     | 0                          |
| Brahim Darri       | 15    | 2                            | 1                              | 0                         | 0                              | 0     | 0                       | 0                         | 0                    | 0                         | 15    | 2                        | 1                          | 0                     | 0                          |
| Mark Engberink     | 3     | 0                            | 0                              | 0                         | 1                              | 1     | 0                       | 0                         | 0                    | 0                         | 4     | 0                        | 0                          | 0                     | 1                          |
| Mark-Jan Fledderus | 33    | 1                            | 2                              | 0                         | 0                              | 3     | 0                       | 0                         | 0                    | 0                         | 36    | 1                        | 2                          | 0                     | 0                          |
| Edwin Gyasi        | 3     | 0                            | 0                              | 0                         | 0                              | 0     | 0                       | 0                         | 0                    | 0                         | 3     | 0                        | 0                          | 0                     | 0                          |
| Iliass Bel Hassani | 31    | 4                            | 2                              | 0                         | 0                              | 3     | 0                       | 0                         | 0                    | 0                         | 34    | 4                        | 2                          | 0                     | 0                          |
| Milano Koenders    | 15    | 0                            | 0                              | 0                         | 0                              | 2     | 0                       | 1                         | 0                    | 0                         | 17    | 0                        | 1                          | 0                     | 0                          |
| Bryan Linssen      | 33    | 10                           | 6                              | 0                         | 0                              | 3     | 2                       | 0                         | 0                    | 0                         | 36    | 12                       | 6                          | 0                     | 0                          |
| Jaroslav Navrátil  | 16    | 2                            | 0                              | 0                         | 0                              | 2     | 0                       | 0                         | 0                    | 0                         | 18    | 2                        | 0                          | 0                     | 0                          |
| Dragan Paljić      | 1     | 0                            | 0                              | 0                         | 0                              | 1     | 0                       | 0                         | 0                    | 0                         | 2     | 0                        | 0                          | 0                     | 0                          |
| Joey Pelupessy     | 17    | 1                            | 1                              | 0                         | 0                              | 2     | 0                       | 0                         | 0                    | 0                         | 19    | 1                        | 1                          | 0                     | 0                          |
| Daan Rienstra      | 1     | 0                            | 0                              | 0                         | 0                              | 0     | 0                       | 0                         | 0                    | 0                         | 1     | 0                        | 0                          | 0                     | 0                          |
| Bart Schenkeveld   | 18    | 0                            | 2                              | 0                         | 0                              | 0     | 0                       | 0                         | 0                    | 0                         | 18    | 0                        | 2                          | 0                     | 0                          |
| Bas Sibum          | 8     | 0                            | 0                              | 0                         | 0                              | 2     | 0                       | 0                         | 0                    | 0                         | 10    | 0                        | 0                          | 0                     | 0                          |
| Oussama Tannane    | 19    | 5                            | 1                              | 1                         | 0                              | 3     | 5                       | 0                         | 0                    | 0                         | 22    | 10                       | 1                          | 1                     | 0                          |
| Dennis Telgenkamp  | 22    | 0                            | 1                              | 0                         | 0                              | 3     | 0                       | 0                         | 0                    | 0                         | 25    | 0                        | 1                          | 0                     | 0                          |
| Jeroen Veldmate    | 21    | 2                            | 3                              | 1                         | 0                              | 3     | 0                       | 0                         | 0                    | 0                         | 24    | 2                        | 3                          | 1                     | 0                          |
| Dario Vujičević    | 14    | 0                            | 1                              | 0                         | 0                              | 0     | 0                       | 0                         | 0                    | 0                         | 14    | 0                        | 1                          | 0                     | 0                          |
| Wout Weghorst      | 31    | 8                            | 6                              | 0                         | 0                              | 3     | 1                       | 0                         | 0                    | 0                         | 34    | 9                        | 6                          | 0                     | 0                          |
| Mike te Wierik     | 24    | 0                            | 3                              | 0                         | 0                              | 3     | 0                       | 0                         | 0                    | 0                         | 27    | 0                        | 3                          | 0                     | 0                          |
| Ramon Zomer        | 15    | 1                            | 2                              | 0                         | 0                              | 0     | 0                       | 0                         | 0                    | 0                         | 15    | 1                        | 2                          | 0                     | 0                          |
| Totaal             | 34    | 47                           | 45                             | 2                         | 1                              | 3     | 8                       | 1                         | 0                    | 0                         | 37    | 55                       | 46                         | 2                     | 1                          |

## Voetnoten
ADO Den Haag ·
Ajax ·
AZ ·
SC Cambuur ·
FC Dordrecht ·
Excelsior ·
Feyenoord ·
Go Ahead Eagles ·
FC Groningen ·
sc Heerenveen ·
Heracles Almelo ·
NAC Breda ·
PEC Zwolle · 
PSV ·
FC Twente ·
FC Utrecht ·
Vitesse ·
Willem II